# بورلی هیلز (کالیفرنیا)
بِوِرلی هیلز (به انگلیسی: Beverly Hills) شهری در حومهٔ غربی کلانشهر لس آنجلس واقع در ایالت کالیفرنیای آمریکا است. بورلی هیلز همواره به عنوان یکی از گرانقیمت‌ترین شهرهای ایالات متحده شناخته می‌شود.
بسیاری از مشهورترین بازیگران سینمای هالیوود، خوانندگان و دیگر هنرمندان آمریکایی در این شهر اقامت دارند.

## جمعیت
طبق سرشماری ۲۰۱۰ ایالات متحده آمریکا، جمعیت بورلی هیلز ۳۴٬۱۰۹ نفر بوده‌است.طبق گزارشِ رادیو ملی آمریکا (NPR)، تا ۲۰ درصد جمعیت کل بورلی هیلز را مقیمان ایرانی تشکیل می‌دهند
1. Living in Tehrangeles: L.A.'s Iranian Community : NPR

. از این جمعیت، ۸۴٫۲٪ سفید پوست، ۸٫۹٪ آسیایی، ۲٫۲٪ سیاهپوست آمریکایی، ۰٫۱٪ سرخپوست و ۱٫۴٪ از سایر نژادها بودهاند.

## تحصیلات

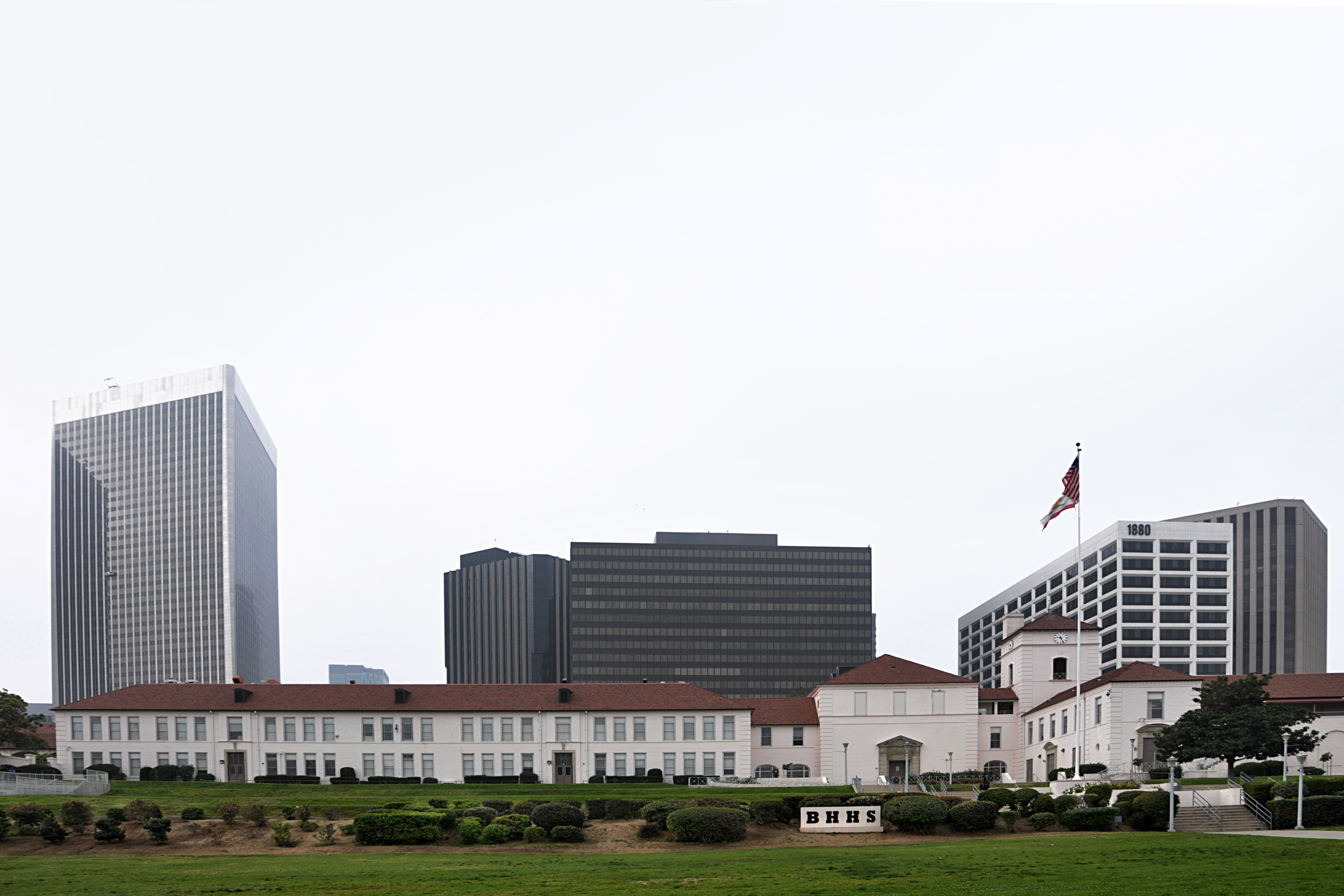
دبیرستان بورلی هیلز

### مدارس عمومی
حوزه اتحادیه مدارس بورلی هیلز مسئول مدارس بورلی هیلز است که شامل ۴ مدرسه ابتدایی، دبیرستان مورنو و دبیرستان بورلی هیلز است.

### مدارس خصوصی
بورلی هیلز دارای چندین مدرسه خصوصی نیز هست. مدرسه گود شپرد، یک مدرسه پیش دبستانی است که بخشی از ناحیه کاتولیکی لس آنجلس است. سایر مدارس خصوصی بورلی هیلز شامل مدرسه آمادگی بورلی هیلز، آکادمی هارکام هیلل هبرو، آکادمی امانوئل بورلی هیلز و مدرسه خصوصی پیج است.

## ایرانیان در بورلی هیلز
بسیاری از ایرانیان متمول مهاجر مقیم لس‌آنجلس، بخصوص بسیاری از ایرانیان یهودی در بورلی هیلز زندگی می‌کنند.
بورلی هیلز، بزرگترین جامعه ایرانیان یهودی‌تبار در ایالات متحده را در خود جای داده‌است؛ هم‌اکنون ۸۰۰۰ ایرانی یهودی‌تبار در این محله اقامت دارند که این تعداد، ۲۶٪ جمعیت شهر را تشکیل می‌دهد.
ضمن اینکه بیش از ۲۰٪ املاک در این شهر متعلق به ایرانیان است و هم‌چنین بیش از ۴۰٪ دانش‌آموزان شهر نیز دارای‌تبار ایرانی هستند.
جمشید دلشاد، سیاستمدار ایرانی‌الاصل یهودی‌تبار، در فاصله سال‌های ۱۳۸۶ تا ۱۳۸۸ موفق شد دو بار به مقام شهرداری بورلی هیلز برسد. چندین تن از اعضای شورای شهر بورلی هیلز دارای‌تبار ایرانی هستند.

## فیلم‌های مرتبط
- شاهان سان‌ست
- پلیس بورلی هیلز

## نگارخانه

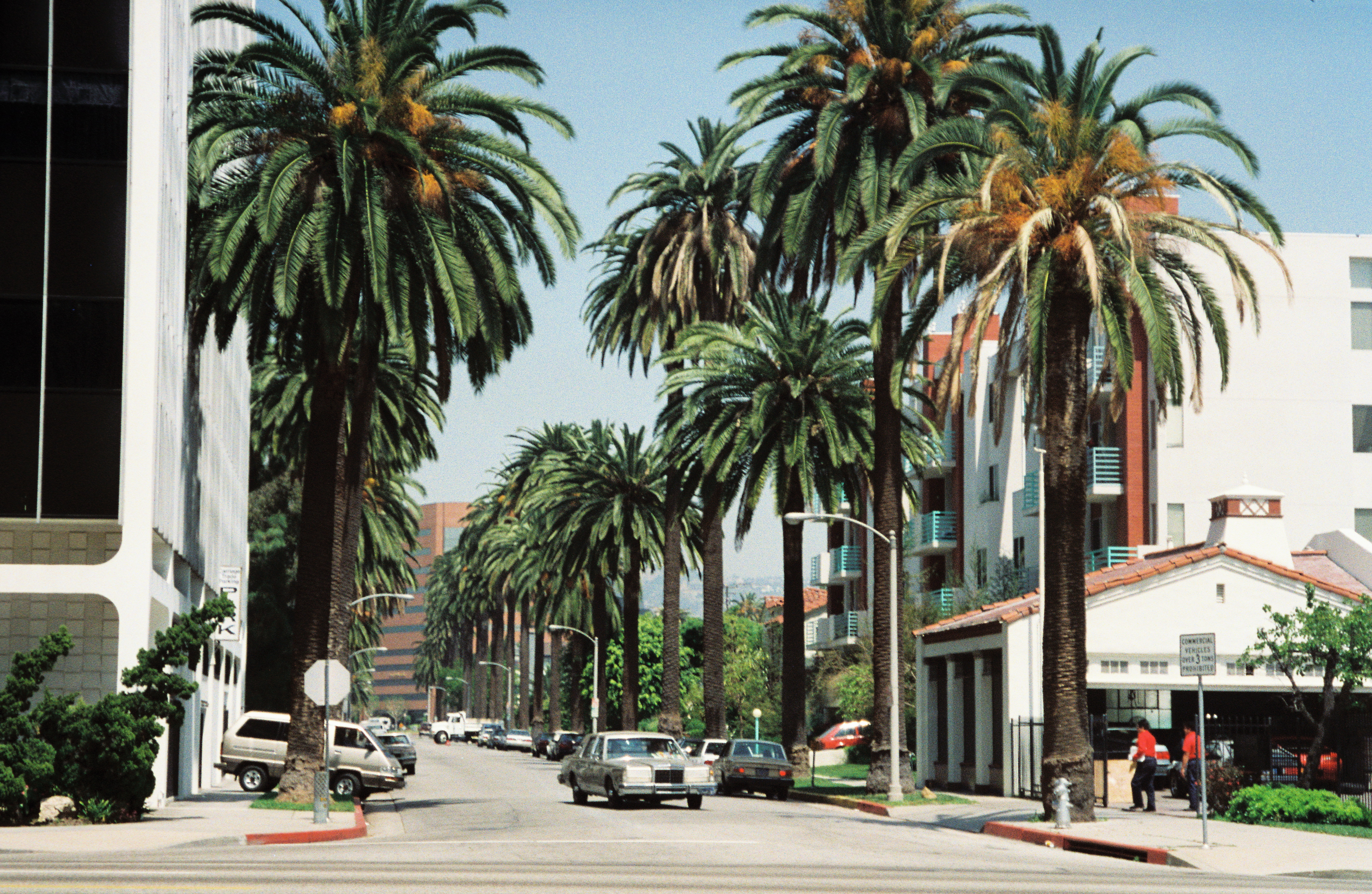
یکی از خیابان ها
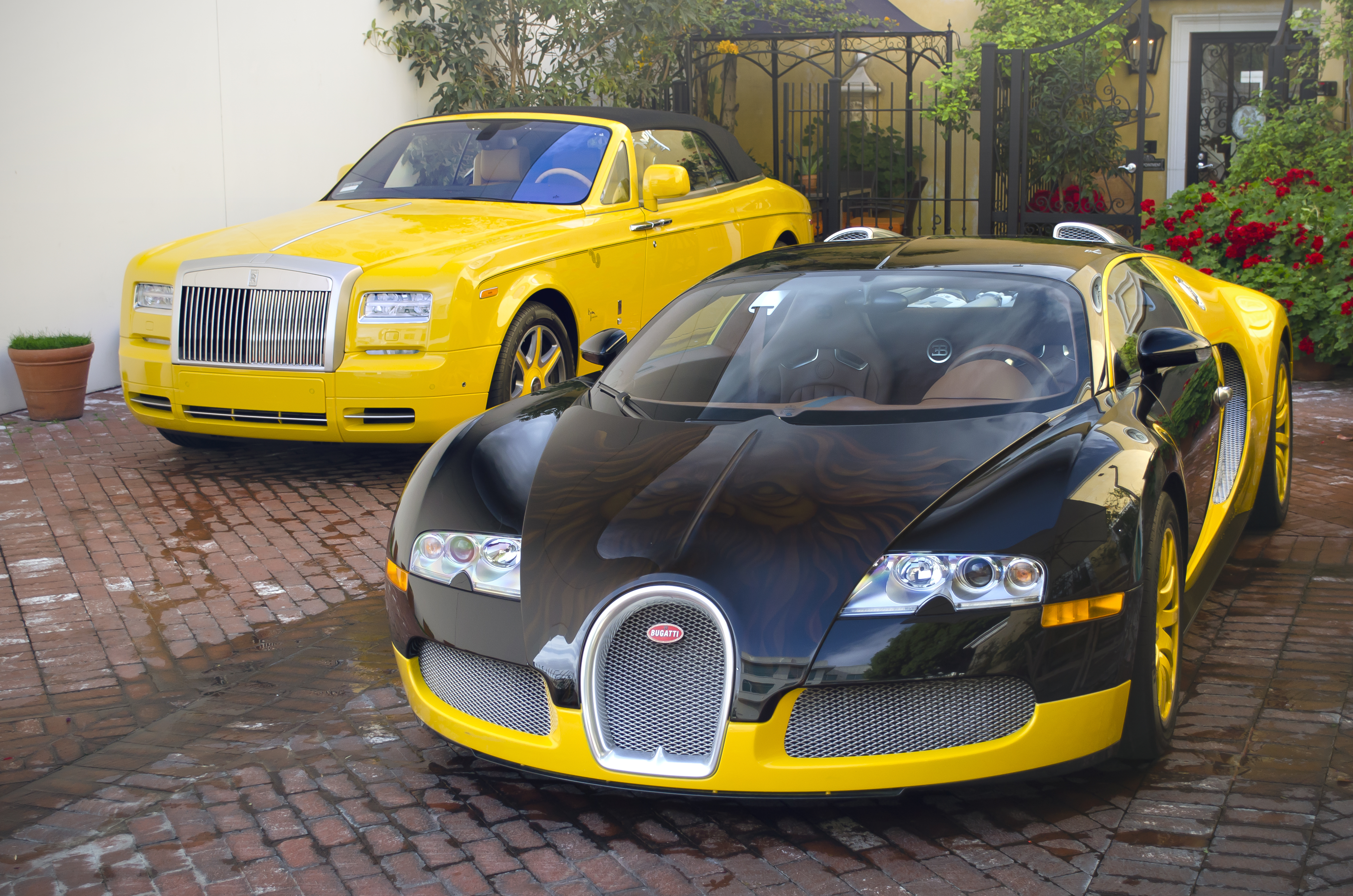
خودرو بوگاتی و رویز کمپانی بیژن
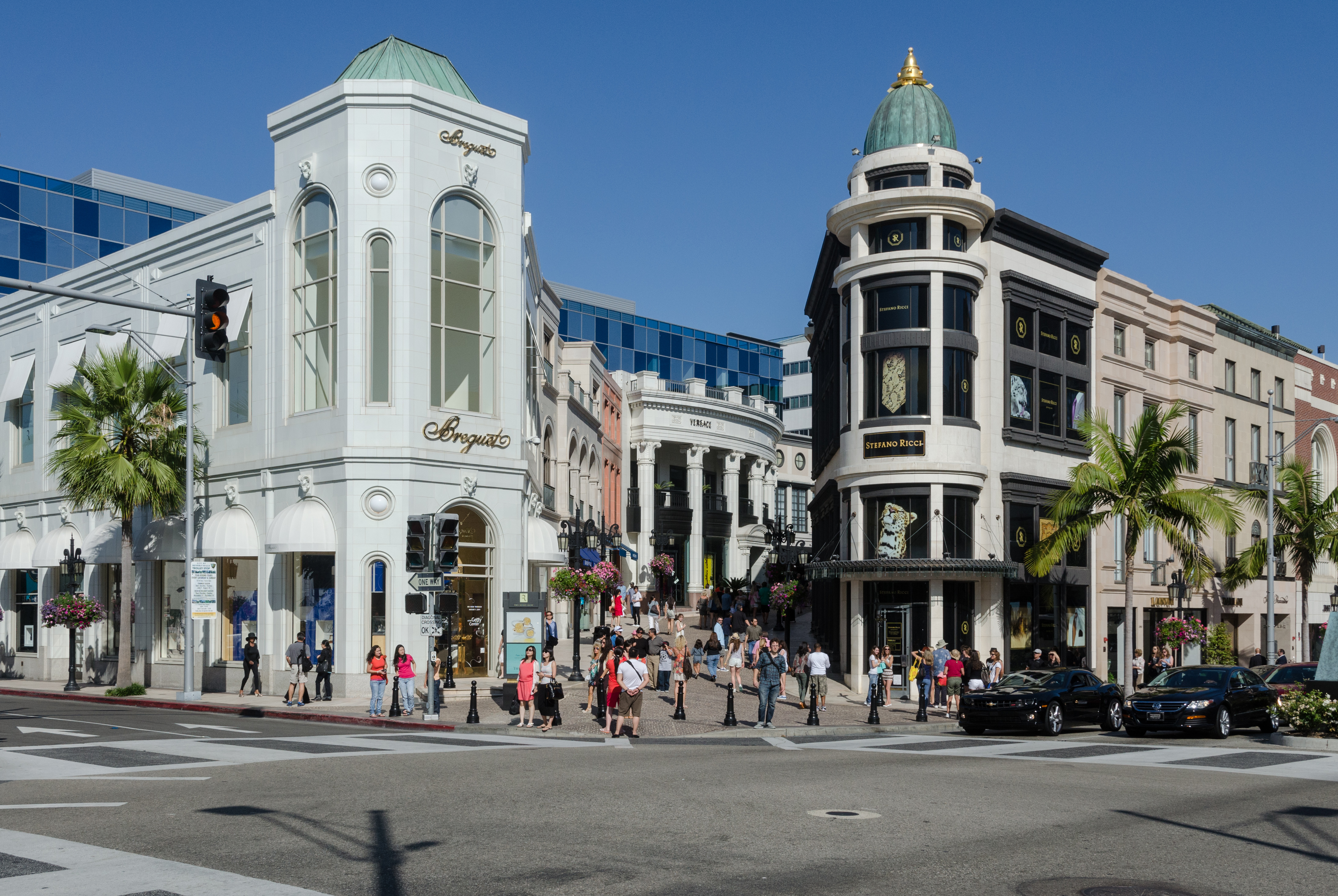
برخی از ساختمان‌های شهر در رودیو درایو
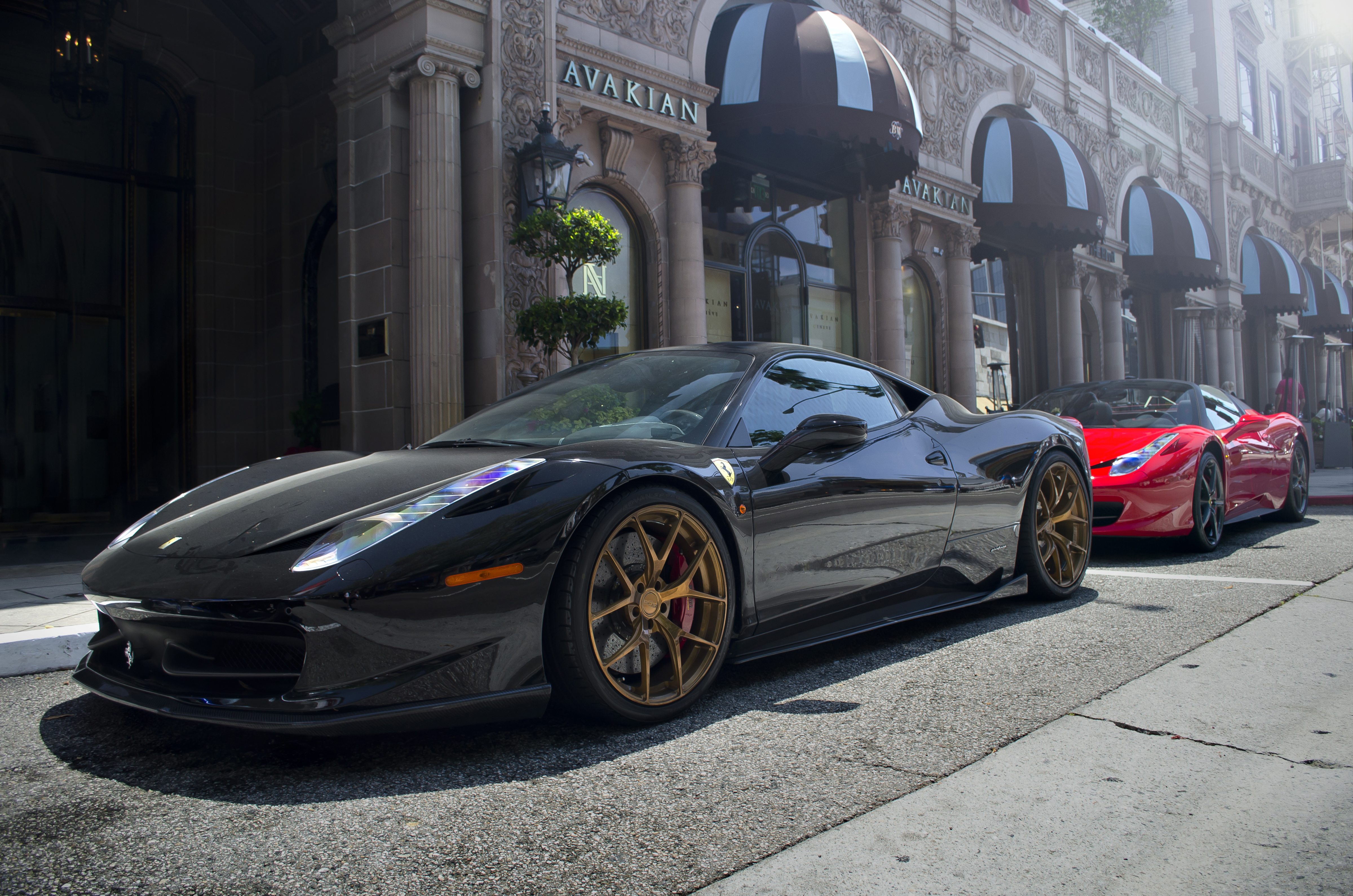
دو خودرو فراری در یکی از خیابان‌ها
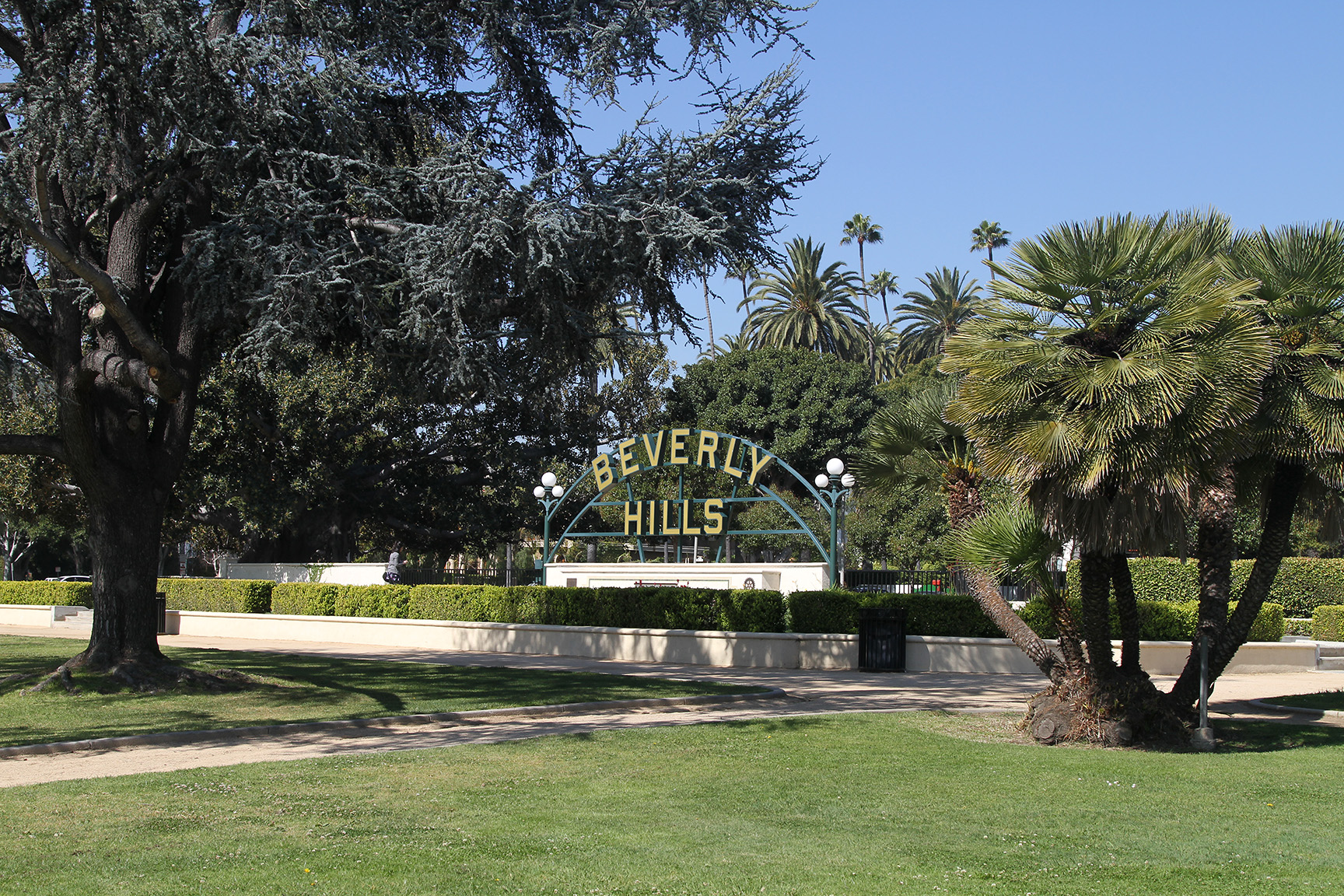
بورلی گاردنز پارک
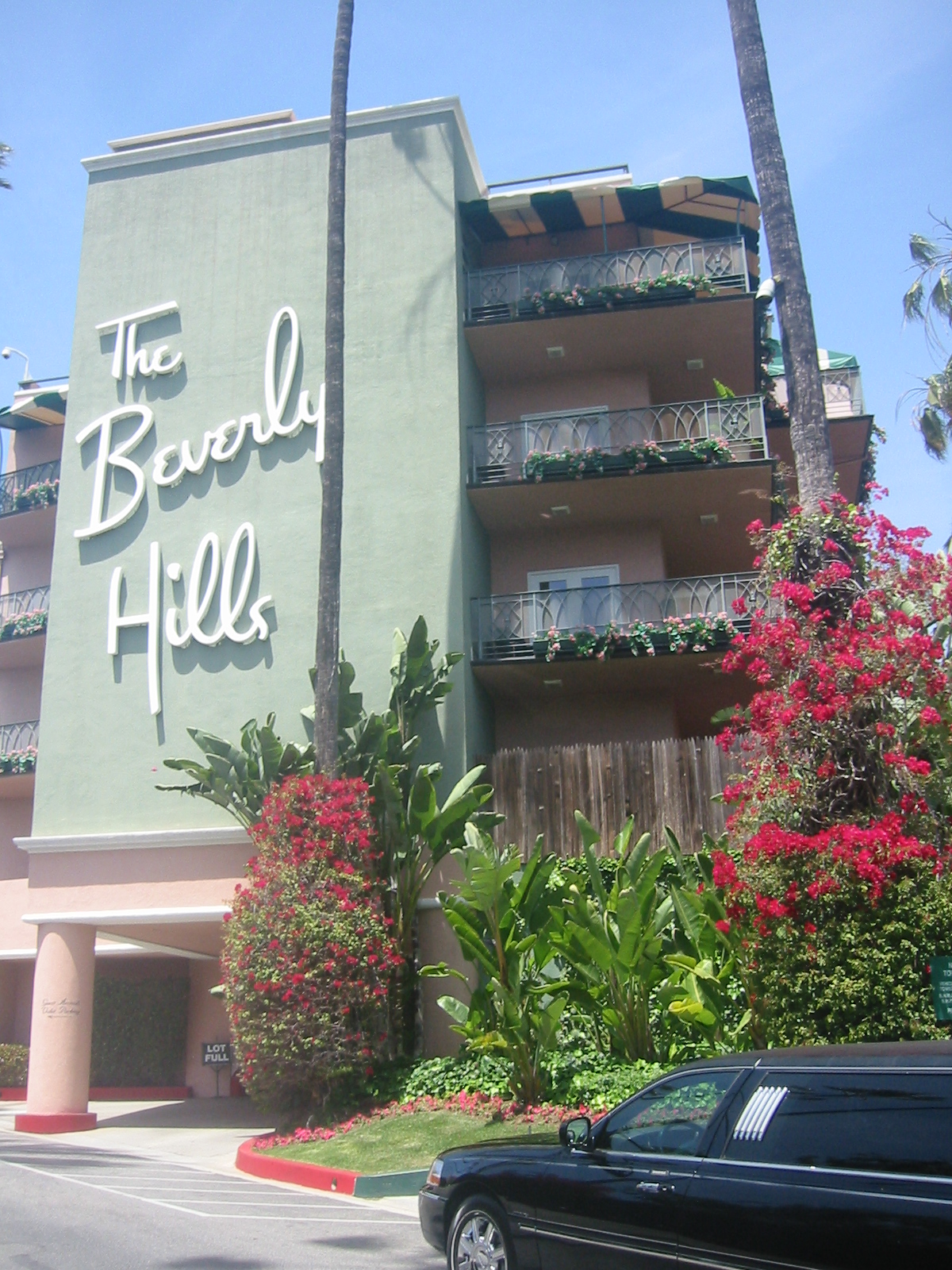
هتل بورلی هیلز
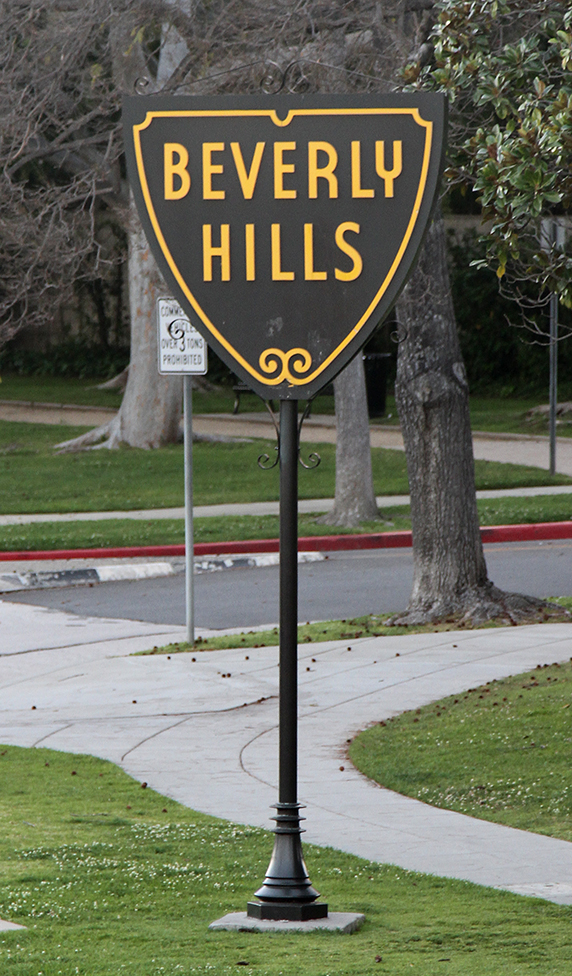
تابلوی خوش‌آمد
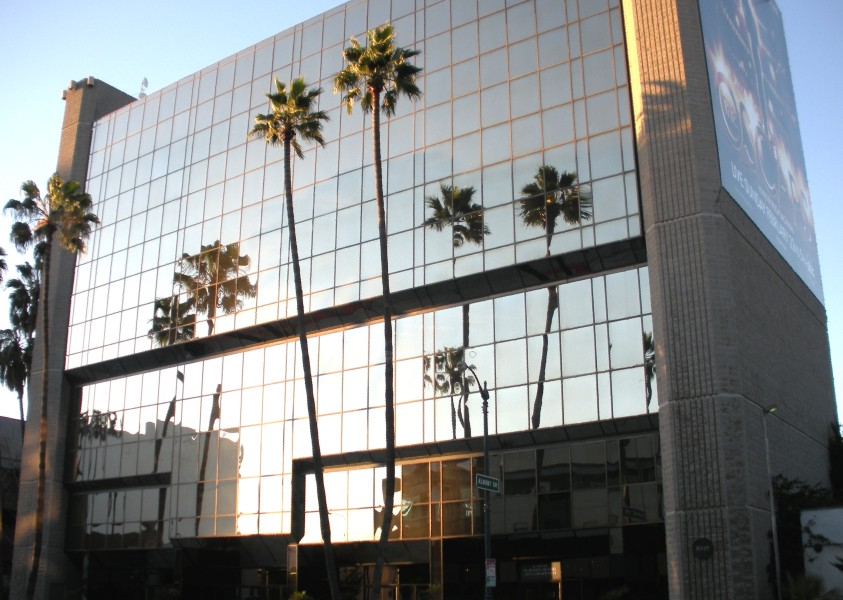
ساختمان آکادمی علوم و هنرهای سینما
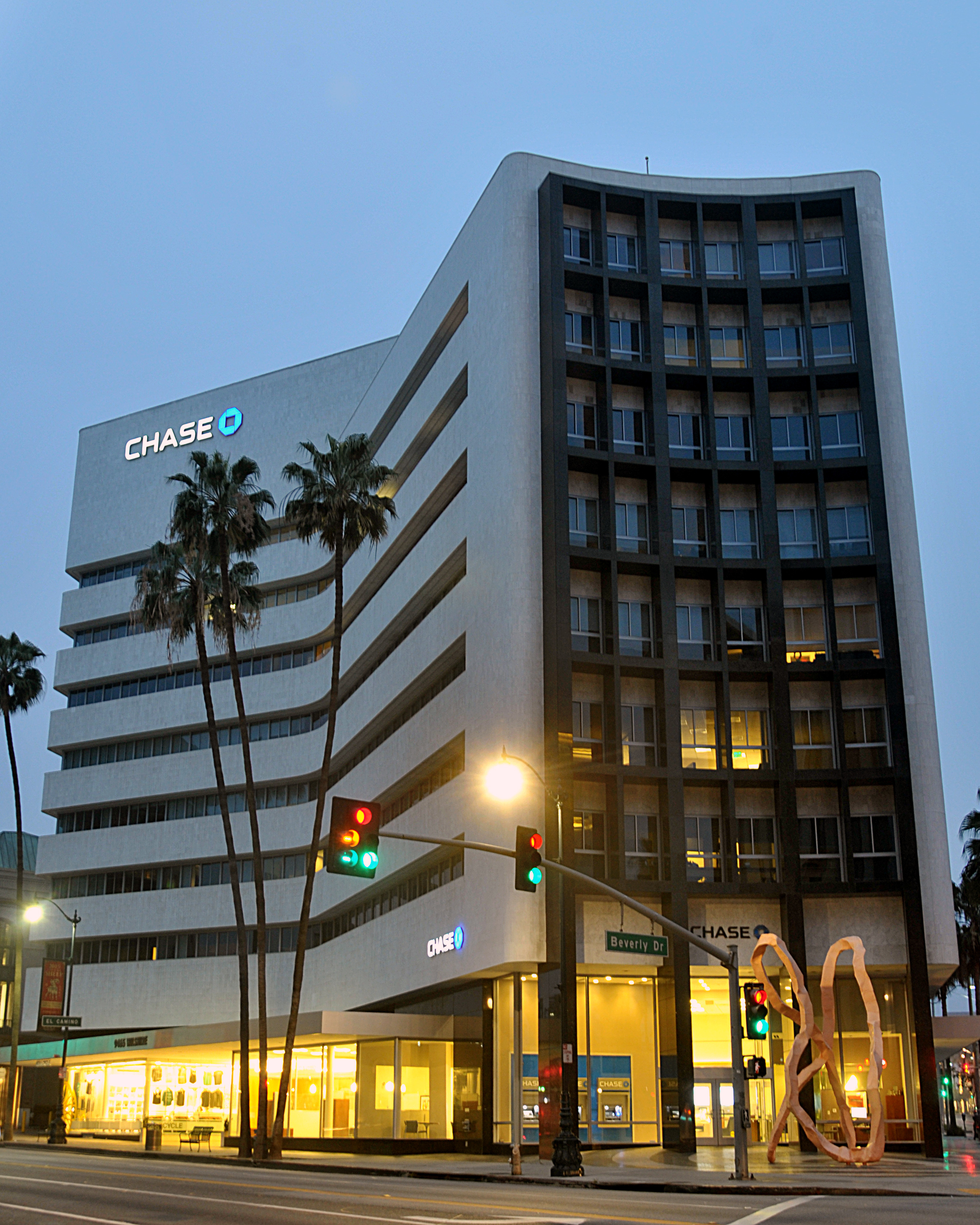
ویلشر بورلی سنتر

## شهرهای خواهرخوانده
- کن، فرانسه
- آکاپولکو، گوئررو، مکزیک